# منبر الحرم الإبراهيمي
منبر الحرم الإبراهيمي هو منبر يعود تاريخه إلى القرن الحادي عشر الميلادي ويقع في الحرم الإبراهيمي في الخليل بالضفة الغربية. أمر الوزير الفاطمي بدر الجمالي بصنع المنبر في عام 1091 لضريح رأس الحسين في عسقلان، ولكن تم نقله إلى موقعه الحالي من قبل صلاح الدين الأيوبي في عام 1191.

## تاريخه
كان أول منبر في العالم الإسلامي هو منبر النبي محمد في المدينة المنورة الذي صنعه في عام 629. في فترات لاحقة، تم إنتاج المنابر لكل مسجد كبير يوم الجمعة، تطورت إلى رمز للشرعية السياسية والدينية. كان منبر المسجد مهمًا ليس فقط لأنه كان الأثاث الرسمي الرئيسي الوحيد للمسجد والمقر الرمزي للإمام أو الخليفة، ولكن أيضًا لأنه كان مكانًا لخطبة الجمعة الأسبوعية والتي كانت تذكر عادةً اسم الحاكم المسلم الحالي وتتضمن إعلانات عامة أخرى ذات طبيعة دينية أو سياسية.
تم تكليف بدر الجمالي، الوزير الأعظم الفاطمي في عهد الخليفة المستنصر، بصنع منبر المسجد الإبراهيمي في الأصل في عام 1091-92 م (484 هـ ) لضريح رأس الحسين. في ذلك الوقت، كان بدر الجمالي قد أعاد للتو السيطرة الفاطمية على المناطق الساحلية من سوريا ( لبنان وفلسطين ) خلال حملة عسكرية عام 1089. كانت عسقلان، إحدى المدن الواقعة في أقصى الجنوب على طول هذا الساحل، حصنًا استراتيجيًا يقع في بداية الطريق من بلاد الشام إلى القاهرة ( عاصمة الفاطميين). في هذا المكان تم في عام 1091 اكتشاف رأس الحسين بن علي ( الإمام الشيعي، الذي قتل عام 680 في معركة كربلاء ) "بأعجوبة". هذا أعطى المدينة أهمية دينية جديدة، وخاصة بالنسبة للفاطميين الشيعة. أمر بدر ببناء مشهد (مسجد تذكاري ومرقد ) على الفور المعروف بمشهد الحسين، ليكون مقراً لرأس الحسين وليكون مسجد الجمعة في المدينة. فأمر بتشييد المنبر.
في وقت لاحق، في عام 1153، نقل الفاطميون رأس الحسين من عسقلان إلى ضريح جديد في القاهرة ( مسجد الحسين الآن)، ولكن الحجاج استمروا في زيارة عسقلان بعد ذلك وظل المنبر هناك. في عام 1187 نجح صلاح الدين الأيوبي في استعادة القدس من الصليبيين وتأمين السيطرة الإسلامية ( الأيوبيين ) على معظم المنطقة. مع ذلك، فقد حكم بأن عسقلان كانت عرضة لهجوم مضاد من جانب الصليبيين، وكان قلقًا بشأن استخدامها المحتمل كجسر للعدو ضد القدس المستعادة حديثًا. لذلك قرر هدم المدينة في عام 1191، لكنه نقل المنبر الفاطمي لمشهد الحسين الفارغ إلى المسجد الإبراهيمي في الخليل، والذي كان أيضًا موقعًا مقدسًا ويقع على مسافة أكثر أمانًا من التهديد الصليبي. بقي المنبر في مكانه إلى يومنا هذا.

## تصميمه

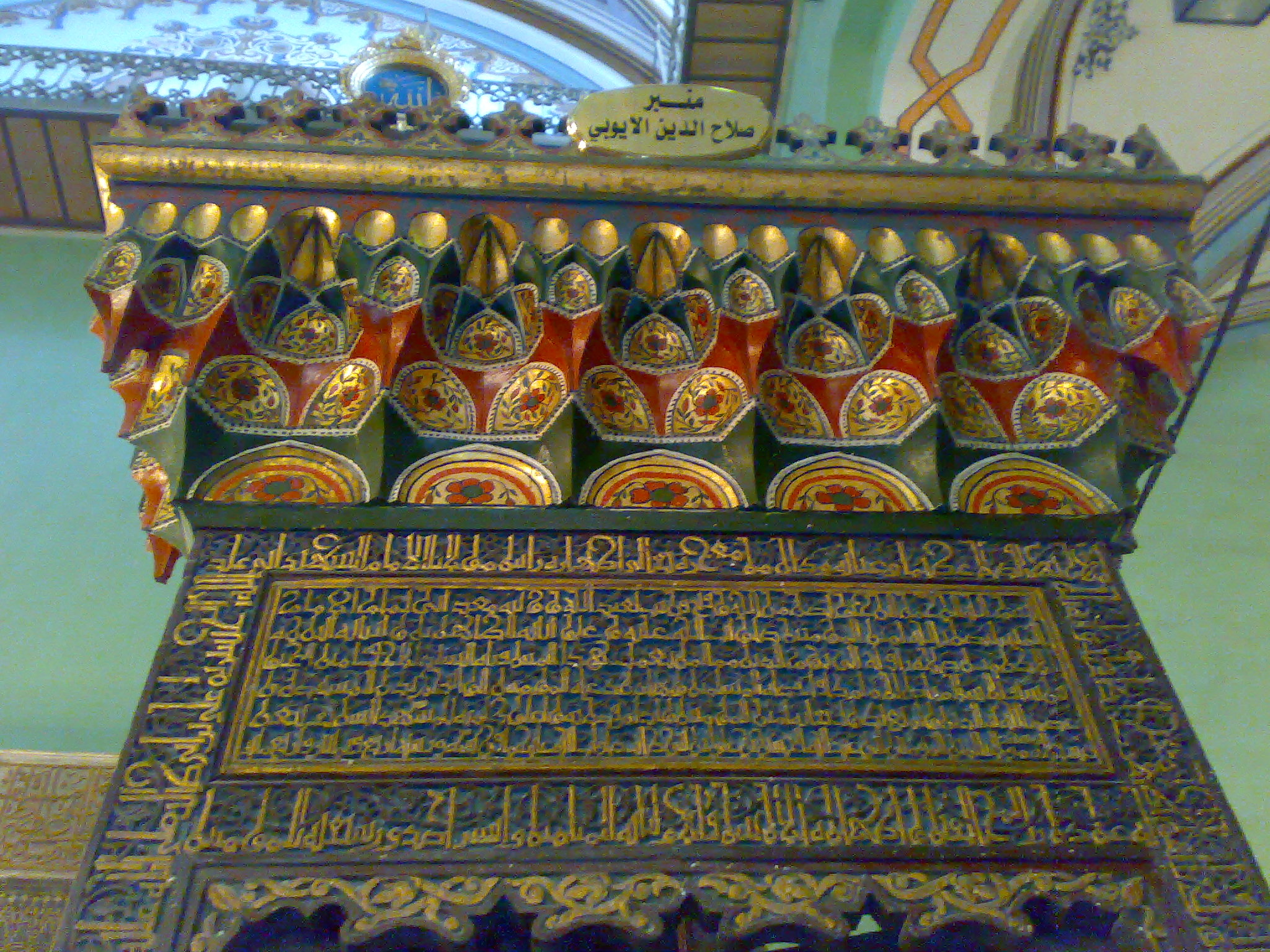
الكتابة العربية الكوفية فوق باب المنبر

يعتبر المنبر المصنوع من عدة قطع خشبية مجمعة معًا قطعة مهمة من الفن الإسلامي وأحد أهم المنابر التاريخية في العالم الإسلامي في العصور الوسطى. هو أيضًا أقدم منبر باقٍ على هذا الطراز من الأعمال الخشبية المزخرفة هندسيًا، وهو الطراز الذي نراه أيضًا في تصميم منبر المسجد الأقصى في القدس الذي كان أيضًا هدية من صلاح الدين.
مثل غيرها من المنابر، لها شكل سلم مع بوابة في أسفلها وكشك مع قبة في قمتها. كما توج كل من الجزء العلوي من البوابة ومحيط القبة بنقوش مقرنصة مذهبة. تتكون أبواب المنبر من لوحين مغطيين بنقوش هندسية نجمية. فوق الأبواب لوحة منحوتة عليها نقش عربي طويل بالخط الكوفي، بينما يمتد نقش كوفي طويل آخر على طول الإطار الخارجي للمدخل. من المحتمل أن يعود تاريخ البوابة والكشك الموجودين على المنبر إلى فترة لاحقة عن بقية أجزائه، ربما إلى العصر المملوكي. تُغطى جوانب المنبر بزخارف كبيرة تتكون من أشرطة متشابكة تشكل نمطًا هندسيًا من السداسيات والأشكال السداسية، حيث نُحتت كل قطعة من السطح بنقوش عربية معقدة. تسجل النقوش بناء المنبر ومقام عسقلان الأصلي على يد بدر الجمالي نيابة عن الخليفة الفاطمي.